# Leningrad Cowboys
För andra betydelser, se Leningrad (olika betydelser).
Leningrad Cowboys är en finländsk musikgrupp (rockmusik) som profilerar sig med överdimensionerade elvisfrisyrer och myggjagare. Musiken är mycket varierande, men bandet framför främst covers på gamla rockklassiker. Det tio man starka bandet uppträder gärna i sällskap med Aleksandrovkåren eller Ryska flygvapnets kör.

## Medlemmar
Nuvarande medlemmar
- Sakke Järvenpää – sång (1986– )
- Pemo Ojala – trumpet, rytminstrument (1993– )
- Varre Vartiainen – gitarr (2003– )
- Timo Tolonen – basgitarr (2003- )
- Tume Uusitalo – sång, gitarr (2003– )
- Pope Puolitaival – saxofon (2003– )
- Jay Kortehisto – trombon (2003– )
- Ville Tuomi – sång (2011– )
- Pauli Hauta-aho – gitarr (2011– )
- Sami Järvinen – trummor (2011– )
- Okke Komulainen – keyboard, dragspel (2011– )
- Anna Sainilaa – sång, dans (2011– )
- Hanna Moisala – sång, dans (2011– )

Tidigare medlemmar
- Mato Valtonen – sång (1986–1997)
- Nicky Tesco – sång (1986–1989)
- Silu Seppälä – basgitarr (1986–2002)
- Mauri Sumén – keyboard, dragspel (1989–2006)
- Puka Oinonen – gitarr (1989)
- Pimme Korhonen – trummor (1989)
- Sakari Kuosmanen – sång (1989)
- Pekka Virtanen – gitarr (1989)
- Ben Granfelt – gitarr (1992–1996)
- Esa Niiva – saxofon (1994–1996)
- Teijo "Twist Twist" Erkinharju – trummor (1994–2000)
- Vesa Kääpä – gitarr (1996–2000)
- Mari Hatakka – dans, sång (1996–2000)
- Tiina Isohanni – dans, sång (1996–2000)
- Jore Marjaranta – sång (1989–1996)
- Tatu Kemppainen – gitarr (1996–1999)
- Veeti Kallio – sång (1997)
- Tipe Johnson – sång (1998–2010)
- Ykä Putkinen – gitarr (2000)
- Antti Snellman – saxofon (2000)
- Marzi Nyman – gitarr, sång (2003–2006)
- Juuso Hannukainen – slagverk (2003)
- Sami Järvenpää – sång (2003)
- Petri Puolitaival – tenorsaxofon, sång (2006)

## Diskografi
Studioalbum
- 1917–1987 (1987)
- Leningrad Cowboys Go America (soundtrack) (1989)
- We Cum From Brooklyn (1992)
- Happy Together (1994)
- Go Space (1996)
- Mongolian Barbeque (1997)
- Thank You Very Many (1999)
- Terzo Mondo (2000)
- Zombies Paradise (2006)
- Buena Vodka Social Club (2011)
- Merry Christmas (2013)

Livealbum
- Live in Provinzz (1992)
- Total Balalaika Show - Helsinki Concert (1993)
- Global Balalaika Show (2003)

EP
- Those Were the Days (1992)

Singlar
- "L.A. Woman" (1987)
- "In the Ghetto" (1987)
- "Thru The Wire (Short Film)" (1991)
- "Those Were The Days" (1991)
- "Thru the Wire" (1992)
- "These Boots" (1993)
- "Jupiter Calling" (1996)
- "Where's The Moon" (1996)
- "Mardi Gras Ska" (1999)
- "Happy Being Miserable" (2000)
- "Monkey Groove" (remix) (2000)
- "Der Lachende Vagabund" (promo) (2004)
- "You're My Heart, You're My Soul" (2006)

Samlingsalbum
- Thank You Very Many - Greatest Hits & Rarities (1999)
- Leningrad Cowboys Go Wild (2000)
- Those Were the Days - The Best Of Leningrad Cowboys (2009)
- Those Were the Hits (2014)

## Filmografi
- Leningrad Cowboys Go America (1989)
- Leningrad Cowboys Meet Moses (1994)